# Týniště nad Orlicí
Týniště nad Orlicí (německy Tinischt an der Adler) je město v Královéhradeckém kraji v okrese Rychnov nad Kněžnou. Nachází se 20 km jihovýchodovýchodně od centra Hradce Králové. Společně s přilehlými vesnicemi Křivice, Petrovice, Petrovičky, Rašovice a Štěpánovsko zde žije přibližně 6 200 obyvatel. Rozkládá se na katastrální ploše 5245 ha v nadmořské výšce 253 metrů. Je to třetí největší město okresu Rychnov nad Kněžnou (po Rychnově nad Kněžnou a Dobrušce).

## Geografie
Město leží v blízkosti soutoku Tiché a Divoké Orlice, 13 km severovýchodně od Holic, 18 km od okresního města Rychnov nad Kněžnou a 21 km od krajského města Hradec Králové, na západě sousedí katastr města s Pardubickým krajem (Okres Pardubice) s obcemi Býšť a Vysoké Chvojno, na severozápadě s Třebechovicemi pod Orebem, na severu s obcemi Bolehošť a Ledce, na jihu s Albrechticemi nad Orlicí a na jihovýchodě s Lípou nad Orlicí.

## Název
Pro borové lesy, které město obklopují, bývá Týniště nad Orlicí označováno jako „město v lesích“. Jeho název vznikl ze slova „týn“, které znamenalo opevněný hrádek na vyvýšeném místě. 

## Historie

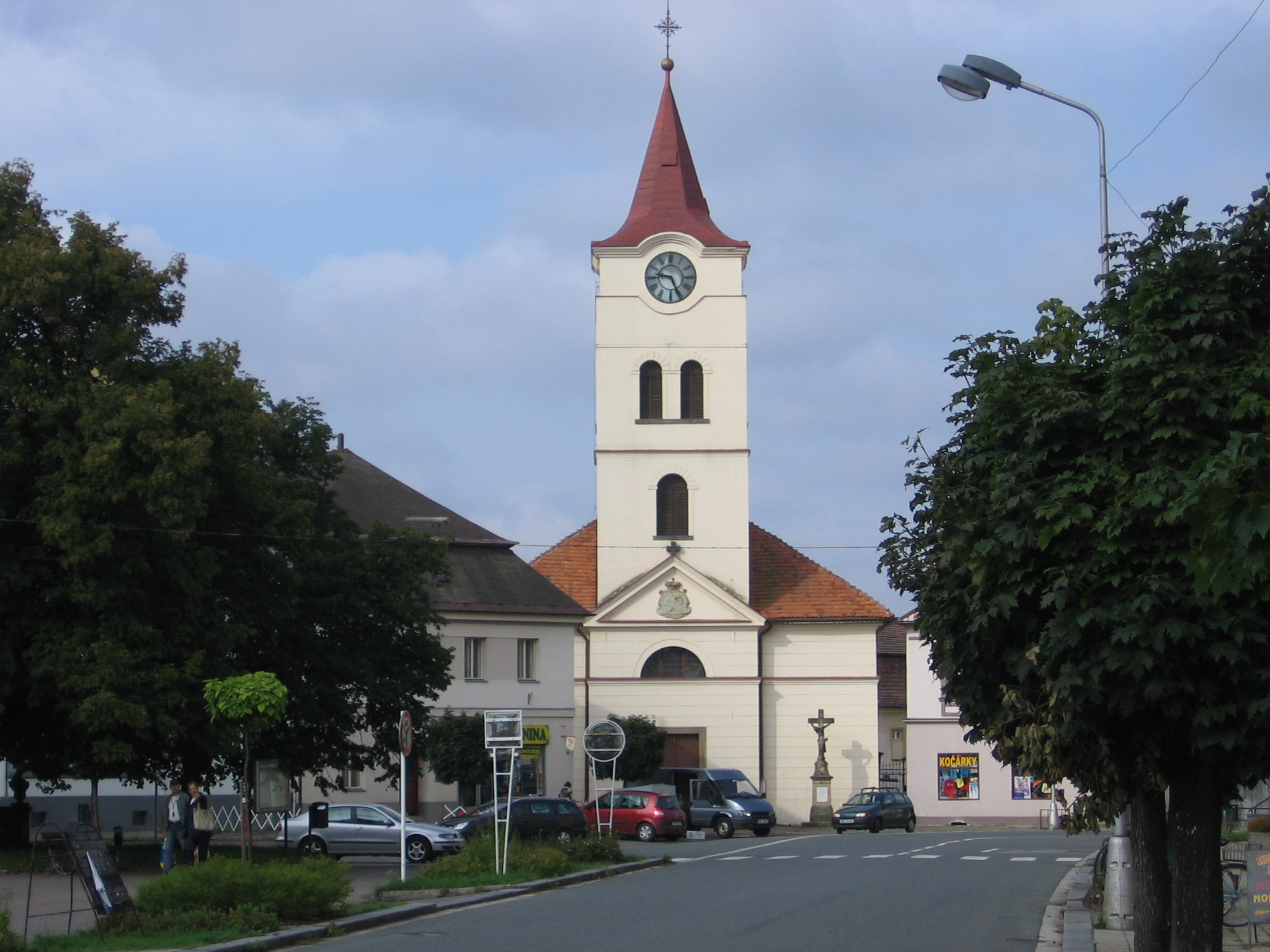
Kostel sv. Mikuláše

První písemná zmínka o městě je z roku 1361, kdy Týniště náleželo k opočenskému panství a držel ji Sezema z Dobrušky. V roce 1577 se připomíná tvrz, kterou od roku 1559 vybudoval podkomoří markrabství moravského Hanuš Haugvic z Biskupic.
Na nevysoké výspě při soutoku Tiché a Divoké Orlice původně vznikla kupecká osada s trojhranným náměstím a farním kostelem sv. Mikuláše in oppido. V 15. století obec náležela k panství pánů z Kunštátu, od roku 1577 byl její osud spojen s častolovickým panstvím, které bylo od roku 1695 v držení Šternberků. V první polovině 16. století byly v obci a jejím okolí vybudovány četné rybníky. Roku 1619 se naposledy připomíná tvrz, když ji vlastnil Ota z Oppersdorfu. Pak byla opuštěna nebo upravena na panský dům.
Novodobý ráz Týniště nad Orlicí získalo v 19. století, kdy se stalo důležitou železniční křižovatkou tratí z Prahy do Hanušovic (vybudována roku 1874) a z Chocně do Meziměstí (vybudována roku 1875). Železniční spojení bylo předpokladem vzniku a rozvoje průmyslu, zejména zpracování dřeva, výroby nábytku, strojírenské výroby a koželužnictví.
Na město bylo Týniště nad Orlicí povýšeno 1. února 1914 císařem Františkem Josefem I. Ve 20. století bylo město známé díky výrobě tkalcovských stavů v závodě Elitex, který vznikl sloučením menších strojírenských podniků.

## Exulanti
V době pobělohorské během slezských válek emigrovaly z náboženských důvodů celé rodiny, a to pod ochranou vojska pruského krále Fridricha II. Velikého. Hromadnou emigraci evangelíků zpočátku organizoval Jan Liberda a zprostředkoval ji generál Christoph Wilhelm von Kalckstein. V roce 1742 takto prokazatelně opustil svou vlast a odešel do Münsterbergu Jiřík Vyklous z Týniště nad Orlicí. Tam se v roce 1746 oženil a tam i zemřel v roce 1776. V Čechách zahrnovaly jezuitské metody rekatolizace povinnou docházku na katolické bohoslužby, domovní prohlídky prováděné duchovními i světskými úředníky, odpírání souhlasu vrchnosti k uzavírání sňatků... Číst nebo vlastnit bratrskou Bibli kralickou, která byla na indexu, bylo trestné. Místodržitelský patent, vydaný dne 29. ledna 1726, zpřísnil tresty pro usvědčené „kacíře“, a to od jednoho roku nucených prací až po trest smrti. Dne 7.9.1734 byl v Týništi n. O. vězněn Jan Štěřík se synem Francem. (Příjmení Štěřík má cca deset podob – Škeřík, Skersick, Schklerschik, SSterzik, Skerzick...) Později všichni emigrovali. Osmnáct (18) hospodářů z tohoto velmi početného rodu Štěříků mělo své usedlosti ve Friedrichově Hradci, čtyři z nich patří k zakladatelům této české kolonie v pruském Slezsku.

## Přírodní poměry
Město stojí ve Orlické tabuli na hranici přírodního parku Orlice. Podél jeho jihozápadního okraje protéká řeka Orlice, jejíž tok s přilehlými pozemky je součástí přírodní památky Orlice.

## Obyvatelstvo
| Rok            | 1869  | 1880  | 1890  | 1900  | 1910  | 1921  | 1930  | 1950  | 1961  | 1970  | 1980  | 1991  | 2001  | 2011  | 2021  |
| -------------- | ----- | ----- | ----- | ----- | ----- | ----- | ----- | ----- | ----- | ----- | ----- | ----- | ----- | ----- | ----- |
| Počet obyvatel | 1 670 | 1 868 | 1 946 | 2 084 | 2 614 | 2 638 | 3 170 | 3 207 | 4 086 | 4 881 | 5 541 | 5 590 | 5 456 | 5 456 | 4 918 |
| Počet domů     | 333   | 346   | 325   | 352   | 387   | 432   | 638   | 786   | 755   | 785   | 782   | 798   | 809   | 838   | 838   |

## Obecní správa

### Správní území
Městys leží v Královéhradeckém kraji s 448 obcemi v okrese Rychnov nad Kněžnou s 80 obcemi. Má status obce s rozšířenou působností a obce s pověřeným obecním úřadem a je součástí správního obvodu Kostelec nad Orlicí. Skládá se s 5 katastrálních území a 6 částí obce.

### Místní části
- Týniště nad Orlicí
- Křivice
- Petrovice
- Petrovičky
- Rašovice
- Štěpánovsko

V období od 1. ledna 1981 do 23. listopadu 1990 také spadala jako místní část Albrechtice nad Orlicí.

### Znak a vlajka
Znak města představuje borovice se zelenými větvemi na červeném štítu. Na kmeni stromu je bílý štít se třemi černými pruhy v horní části, což je znak pánů z Kunštátu. Znak městu udělil v roce 1487 kníže Jindřich starší z Kunštátu a z Poděbrad.
Vlajku schválila Poslanecká sněmovna 24. února 2011. Popis vlajky je dle vexilologů: Červený list se zelenou borovicí se žlutým vykořeněným kmenem. Přes kmen černo-bíle dělený gotický štítek, nahoře se dvěma bílými břevny. Poměr šířky k délce listu je 2 : 3. Autorem návrhu je Tomáš Zdechovský.

## Pamětihodnosti
- barokní kostel svatého Mikuláše - dominuje náměstí; na základech gotické stavby byl jednolodní plochostropý chrám se zvonicí v hranolové věži vybudován ve třech etapách v letech 1672–1788. Zděnému kostelu předcházela původní dřevěná stavba, která několikrát vyhořela. Hlavní oltář: Obraz Apoteóza sv. Mikuláše z Myry, pod ním vyobrazeno Týniště, namaloval František Umlauf z Kyšperka; obrazy na postranních oltářích od Umlaufa a sv, Barbora od pruského malíře Templera (1962); pozdně gotická cínová křtitelnice z roku 1463.
- Morový sloup se sochou Panny Marie, barokní z let 1734–1735, balustráda pozdější
- Radnice - empírová budova
- Hřbitov s pozoruhodnými náhrobky z 19. století, např. s plačícím andělem (František Wurzel, kolem 1850)
- Kamenný krucifix u hřbitova, z roku 1821
- Bývalý lovecký zámek Filipsruhe vystavěl ve čtyřicátých letech 18. století František Filip ze Šternberka, roku 1795 byl přestavěn na myslivnu, po roce 1978 přestavěn na byty zaměstnanců lesní správy, roku 1976 na dům služeb[5]. Stojí uprostřed sídliště U dubu.
- Týnišťská strouha ze 14. století, 18 km dlouhá[14]

## Doprava
Městská autobusová doprava v Týništi nad Orlicí na jedné lince vedoucí do několika směrů byla zavedena 1. října 2004 a provozuje ji AUDIS BUS s. r. o. Od roku 2005 je součástí systému IREDO. Dále město leží na silnici I/11 a železničních tratích : Velký Osek – Choceň, Týniště nad Orlicí – Letohrad a Týniště nad Orlicí – Meziměstí na kterých se nachází stejnojmenná stanice.

## Společnost

### Školství a zdravotnictví
Ve městě jsou dvě mateřské školy, základní škola a základní umělecká škola. Nachází se zde městská poliklinika s ordinacemi praktických i specializovaných lékařů. Pro seniory bylo vybudováno geriatrické centrum, které slouží jako domov důchodců i jako dům s pečovatelskou službou.

### Kultura
Nachází se zde i divadlo a od roku 2007 znovuotevřené kino. Do poloviny 90. let 20. století ve městě působil amatérský divadelní soubor Jirásek. Po jeho rozpadu bývalá dlouholetá herečka, vedoucí a režisérka souboru Eva Drábková v roce 1998 založila nový soubor Jirásek-Temno. V roce 2013 byla otevřena Galerie Jaroslava Dostála a malířů Týnišťska.

### Sport
Týniště nad Orlicí má vlastní atletický stadion a fotbalové hřiště. Sportovní klub města má více než 500 členů, kteří působí ve 12 oddílech – v oddíle fotbalu, atletiky, kanoistiky, kuželek, tenisu, košíkové, stolního tenisu, odbíjené, sálové kopané, střelby, kulečníku a orientačního běhu.

## Osobnosti
- Štěřík (Antonín, Franc, Franc II., Jan) zakladatelé české exulantské obce Friedrichův Hradec (1752) v pruském Slezsku
- Jan Adolf Brandeis (1818–1872), český malíř portrétů a historických obrazů
- Jan Zvoníček (1865–1926), český vynálezce, vysokoškolský pedagog a rektor ČVUT
- František Kryštof (1891–1960), básník a spisovatel, československý legionář
- štábní kapitán Alois Vašátko (1908–1942), hrdina z druhé světové války
- kapitán Vendelín Opatrný (1908–1944), interbrigadista a hrdina z druhé světové války
- Jiří Kosina (1926–2000), český hudební skladatel a sbormistr
- Jiří (George) Chaloupka (1932–2011), česko-australský vědec, expert v oblasti prehistorického skalního malířství
- Čestmír Brandejs (* 1944), český historik specializovaný na didaktiku dějepisu, dějiny středověku a raného novověku

## Partnerské obce
- Čierny Balog, Slovensko[15]

## Fotogalerie

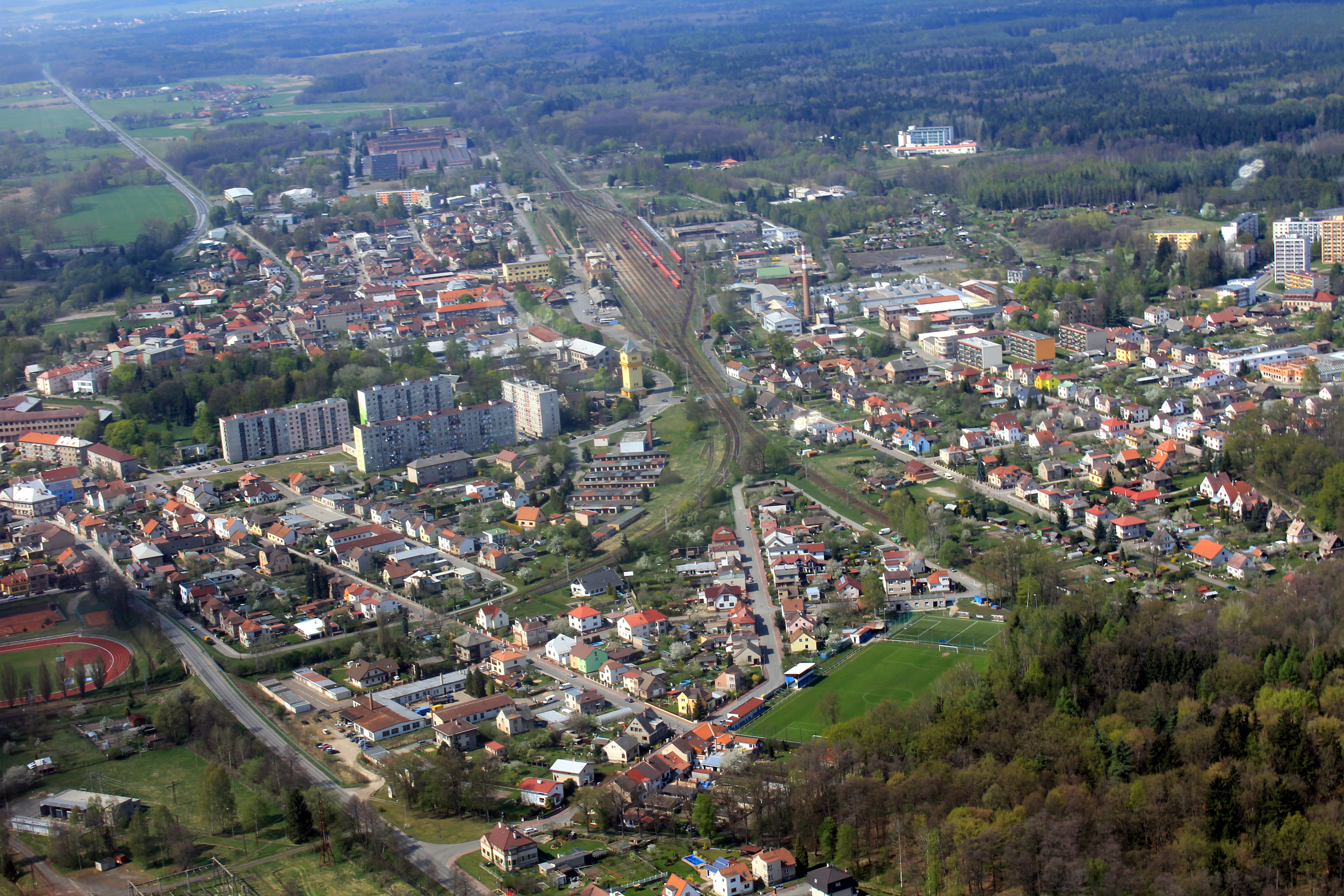
Celkový pohled z letadla
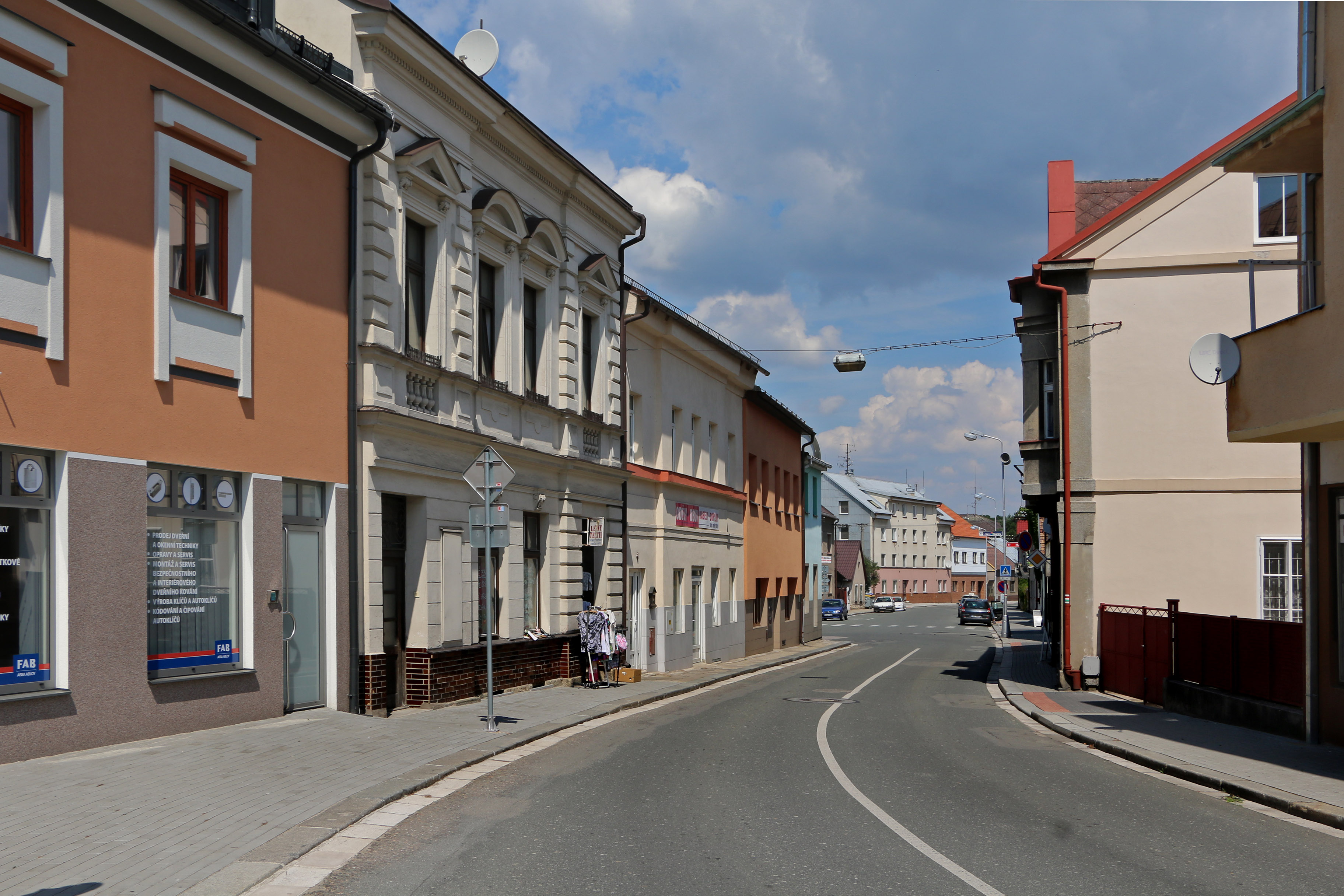
Turkova ulice
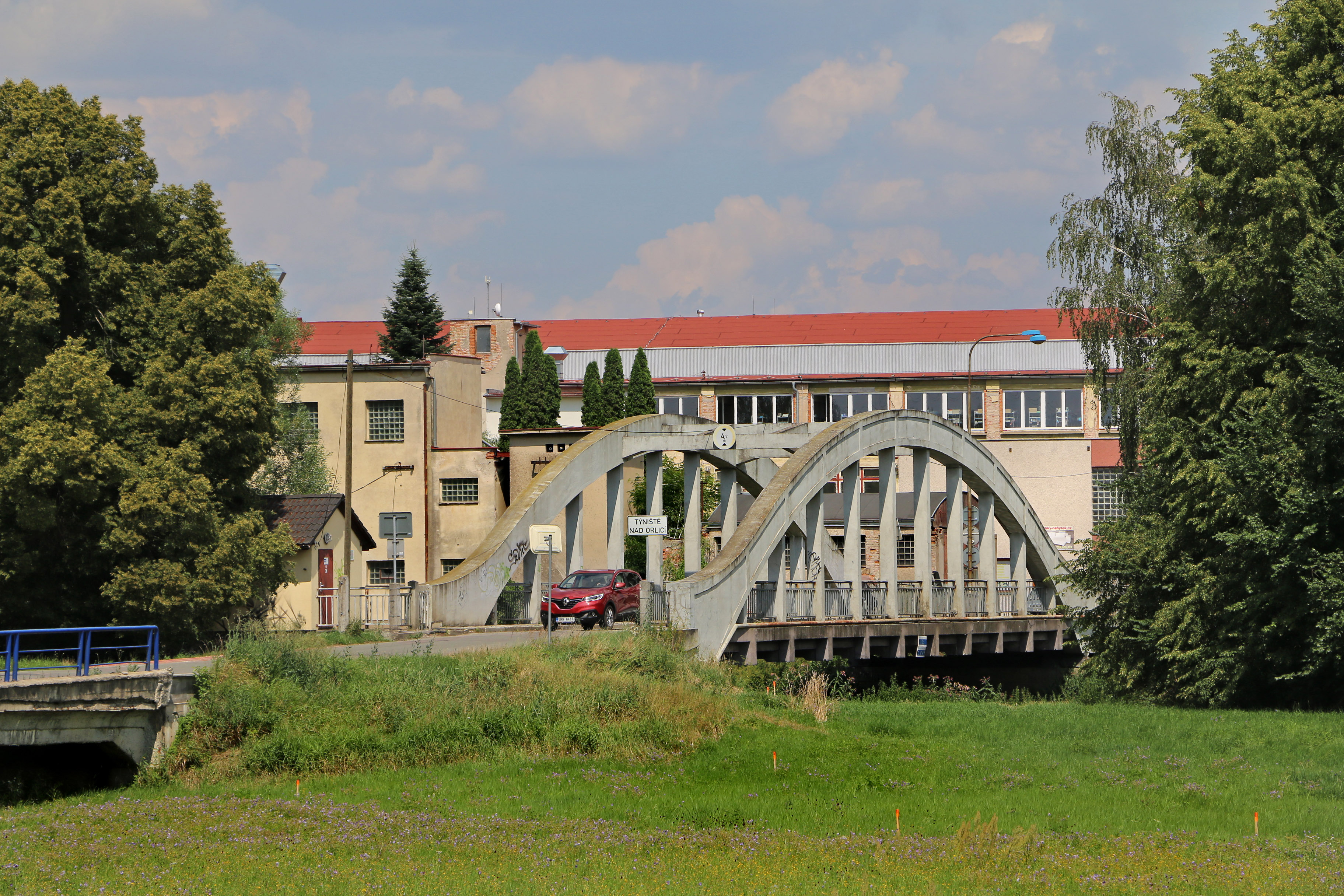
Most přes Orlici
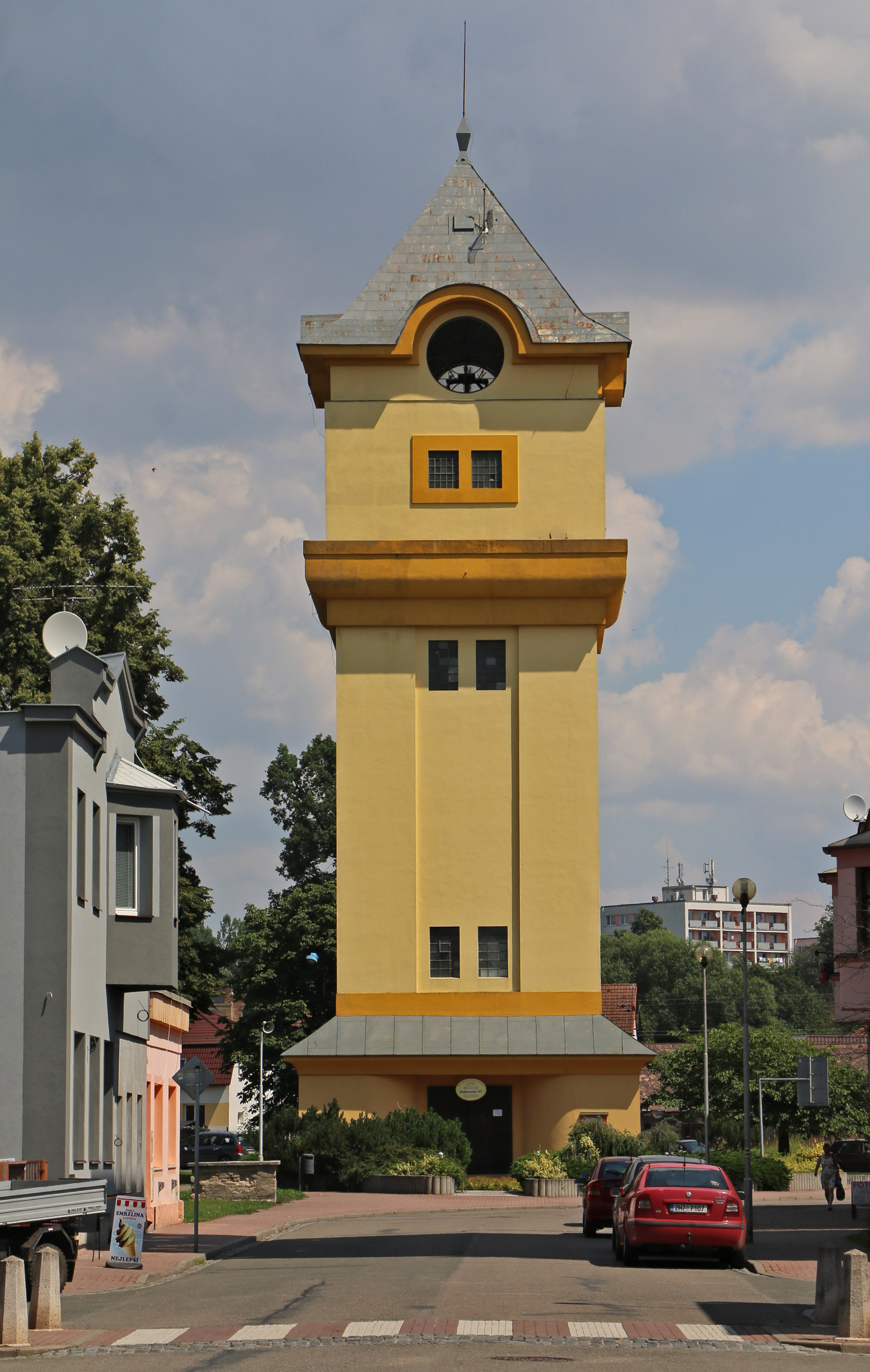
Vodárenská věž
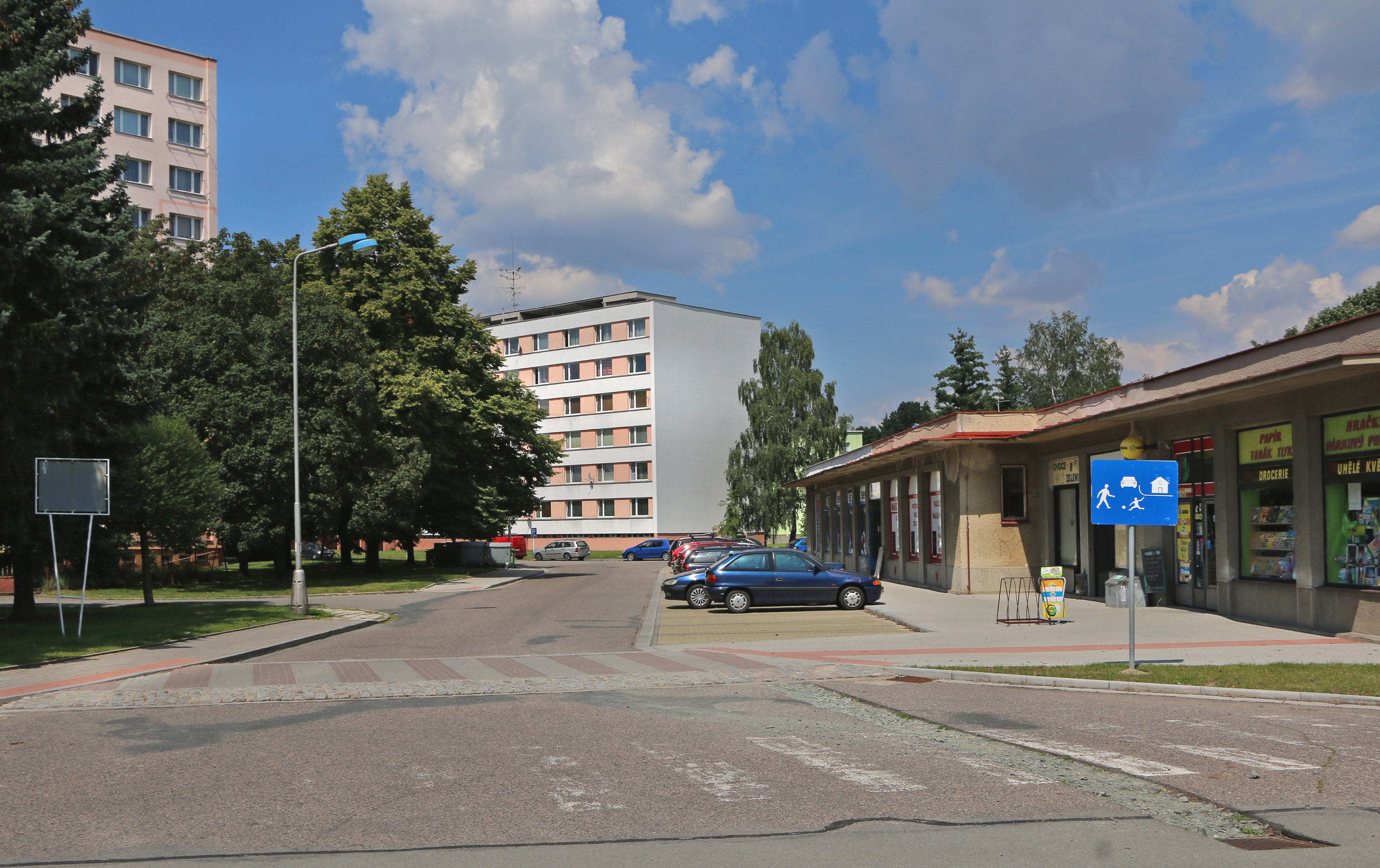
Sídliště u okružní ulice
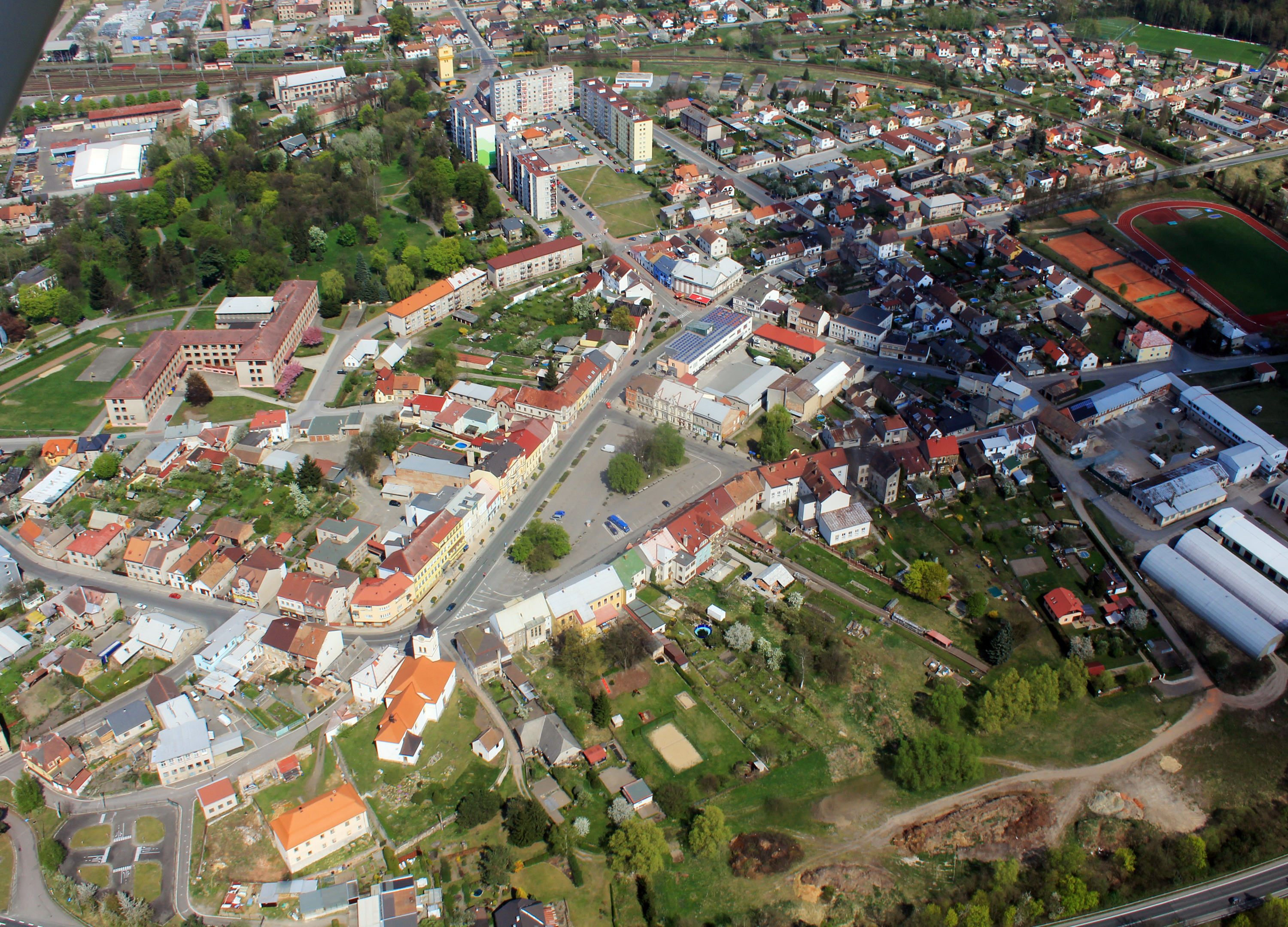
Střed města z výšky
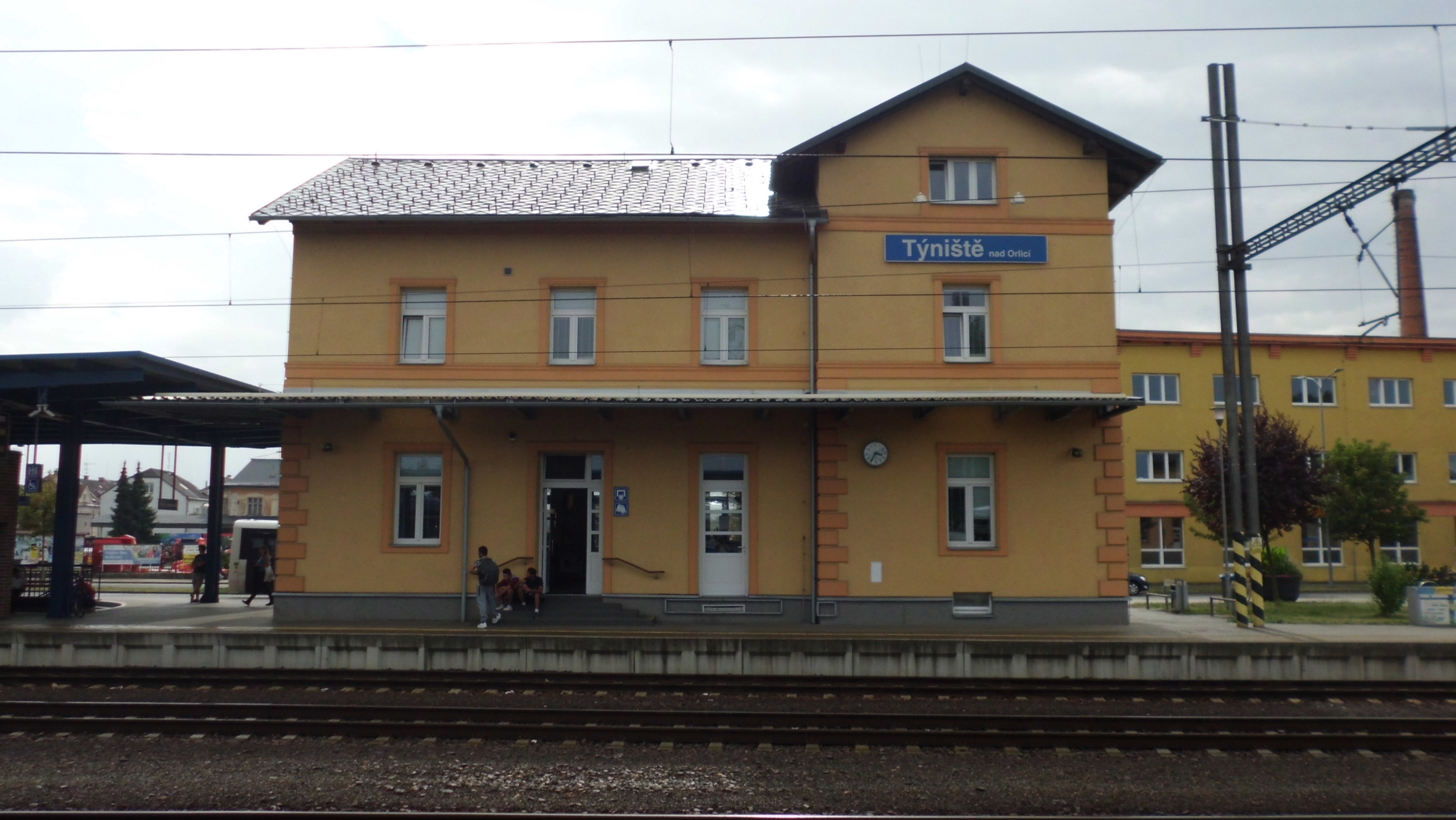
Železniční stanice